# Churchtown, Pennsylvania
Churchtown är en ort i Lancaster County i delstaten Pennsylvania, USA.